# Souvenirs nazis

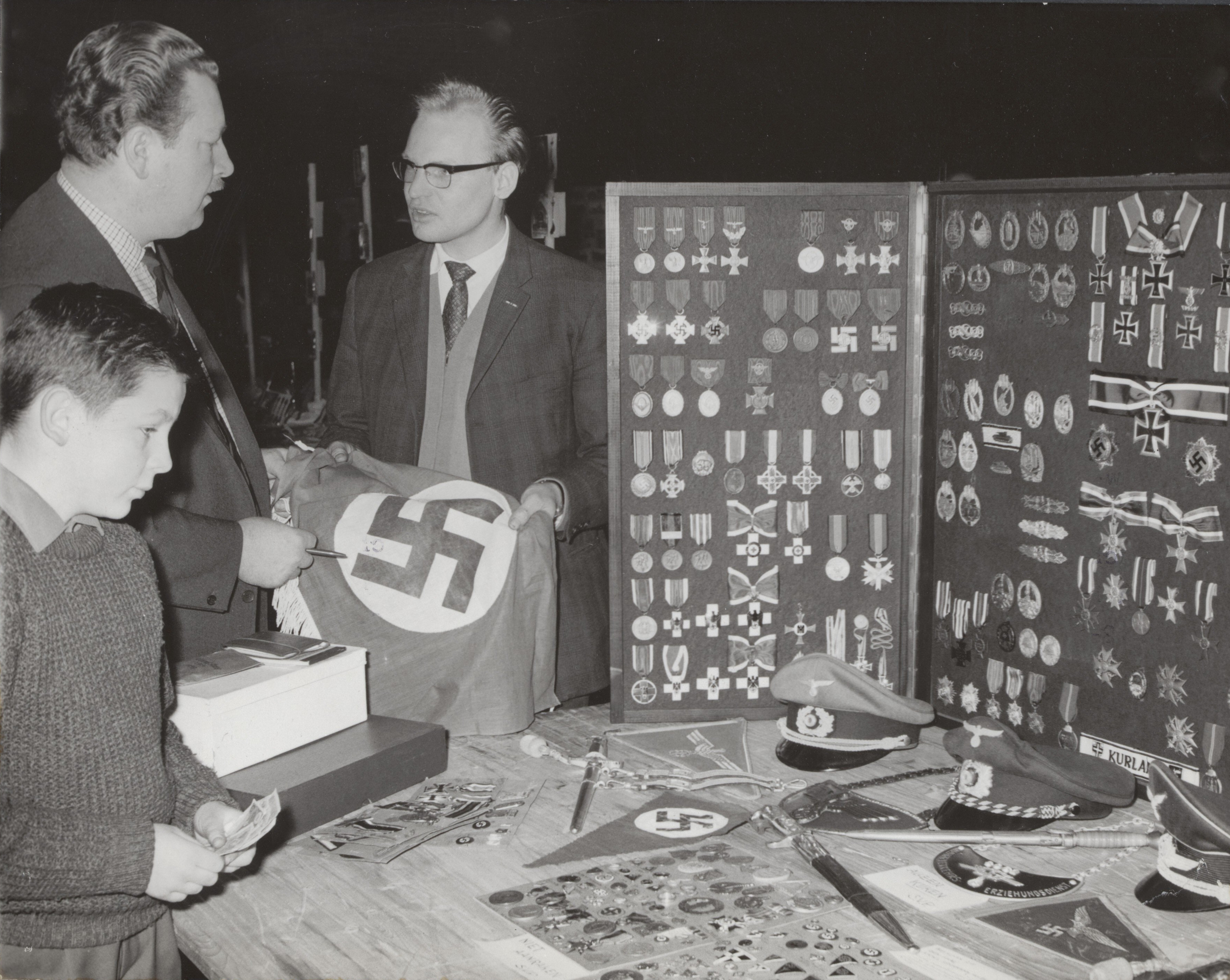
Militaria et attirail de l'Allemagne nazie à vendre comme souvenirs et objets de collection à Amsterdam, aux Pays-Bas en 1964. Aujourd'hui, les collectionneurs et les commerçants privés basés à l'international traitent de plus en plus souvent en ligne des objets ayant un passé trouble.

Les souvenirs nazis sont des objets issus du régime nazi en Allemagne, en particulier durant la période comprise entre 1933 et 1945. Ces souvenirs, témoins de la culture matérielle de l’Allemagne nazie, incluent une large gamme d’articles revêtus de croix gammées et d’autres symboles ou images en lien avec la propagande nazie. Parmi ces objets figurent les uniformes des militaires et des corps paramilitaires, les insignes, les monnaies et billets de banque, les médailles, les étendards, les poignards, les armes à feu, les affiches, ainsi que les photographies contemporaines. On y trouve également des livres, des publications et des objets éphémères.
Au cours de la Seconde Guerre mondiale, les combattants des forces alliées, au terme des affrontements, s’emparaient fréquemment de modestes objets sur les corps des adversaires, en guise de trophées de guerre. Ces artefacts, ainsi que d’autres témoins de cette époque, ont depuis lors été intégrés aux collections de musées ou acquis par des collectionneurs privés. En Europe, les institutions muséales reçoivent encore, de manière régulière, des vestiges issus de la vie quotidienne sous le régime nazi. Elles sont alors confrontées à des reliques du national-socialisme.

## Marché

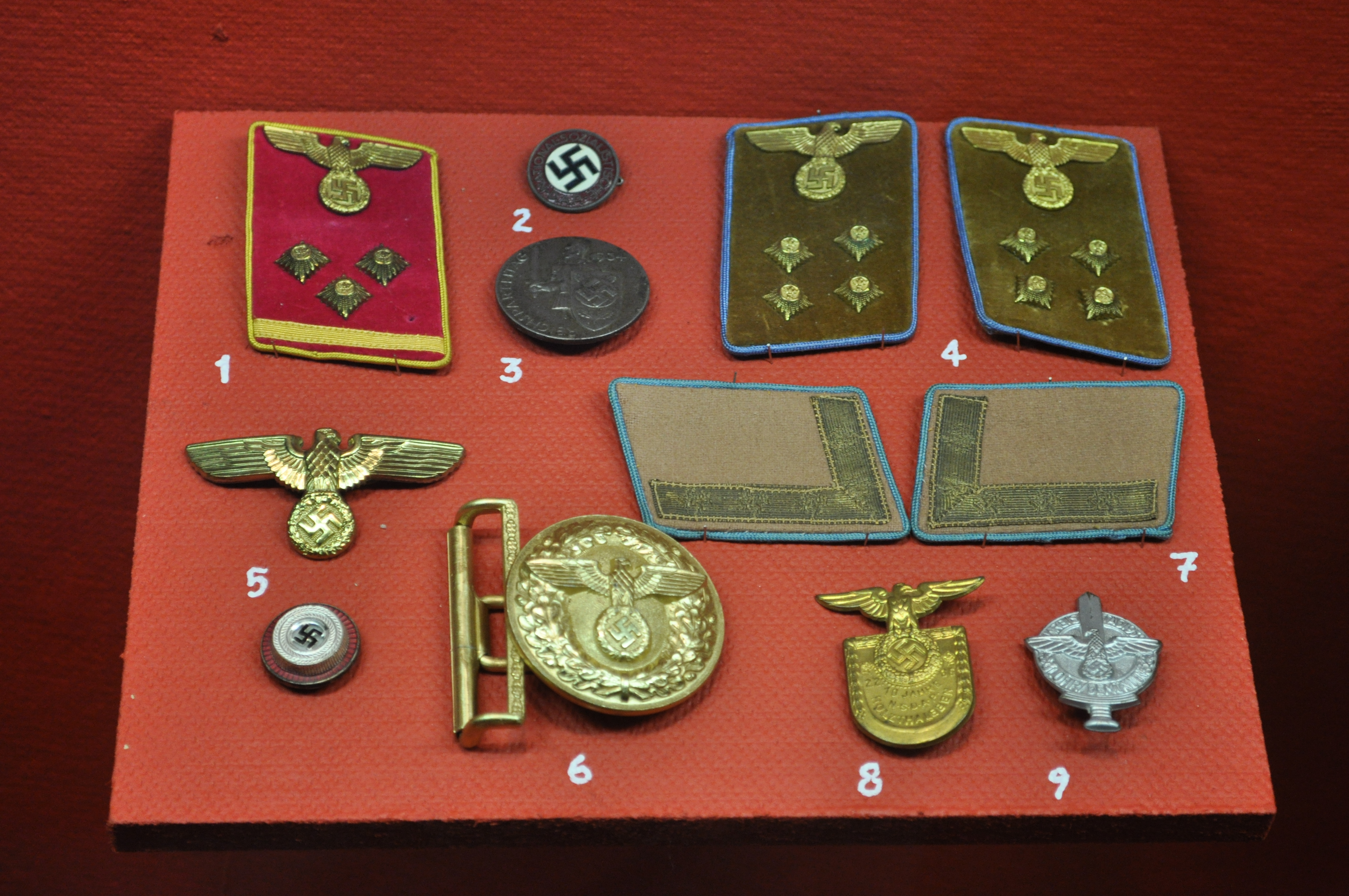
Accessoires d'uniformes nazis pris comme trophées de guerre exposés au Fort Lewis Military Museum à Washington, États-Unis : insignes d'uniformes du parti nazi (écussons de col et insignes de casquette), épingle d'adhésion au parti, boucle de ceinture de défilé, insignes du rassemblement de Nuremberg, etc.

Au fil des dernières années, le commerce des objets relatifs à l'époque nazie, tant dans l'achat que dans la vente, a connu un essor notable. À mesure que les anciens combattants disparaissent, il advient que certaines familles, désireuses de se défaire des biens hérités, cherchent à se séparer de ces vestiges historiques..
De nombreux membres du public, souvent choqués, expriment leur indignation et désapprouvent vigoureusement la vente aux enchères, la commercialisation d'articles militaires, les magasins spécialisés dans les objets d'époque et autres établissements mettant en vente des « antiquités » d'inspiration nazie, les qualifiant de pratiques « de mauvais goût » et « empreintes de haine ». Toutefois, il convient de noter que plusieurs de ceux qui militent en faveur de la restriction du commerce de ces objets de collection acceptent fréquemment les dons en provenance de particuliers au profit des musées publics. Tandis qu'une grande majorité de collectionneurs privés se concentre exclusivement sur l'étude du contexte historique et sur l'attrait esthétique des pièces, un certain nombre de ces collectionneurs adhèrent, quant à eux, à des idéologies néonazies ou à d'autres groupes extrémistes et haineux.
Face à la recrudescence de la demande pour des objets à caractère nazi, divers groupes juifs expriment leur désaveu quant à la commercialisation et à l'acquisition de tels articles dans un but récréatif. D'aucuns, à l'instar de Haim Gertner, directeur du mémorial israélien de l'Holocauste Yad Vashem, estiment néanmoins que certains artefacts nazis méritent d'être préservés. Selon lui, il est impérieux que l'histoire antisémite ne soit pas négligée, et que les vestiges de cette époque funeste soient conservés, afin que les mémoires ne sombrent point dans l'oubli.
Les objets authentiques datant de l'ère nazie et de la Seconde Guerre mondiale, se trouvant souvent à des prix élevés, ont donné lieu à une prolifération sur le marché de multiples reproductions, contrefaçons, et même d'articles inauthentiques.

## Restrictions légales

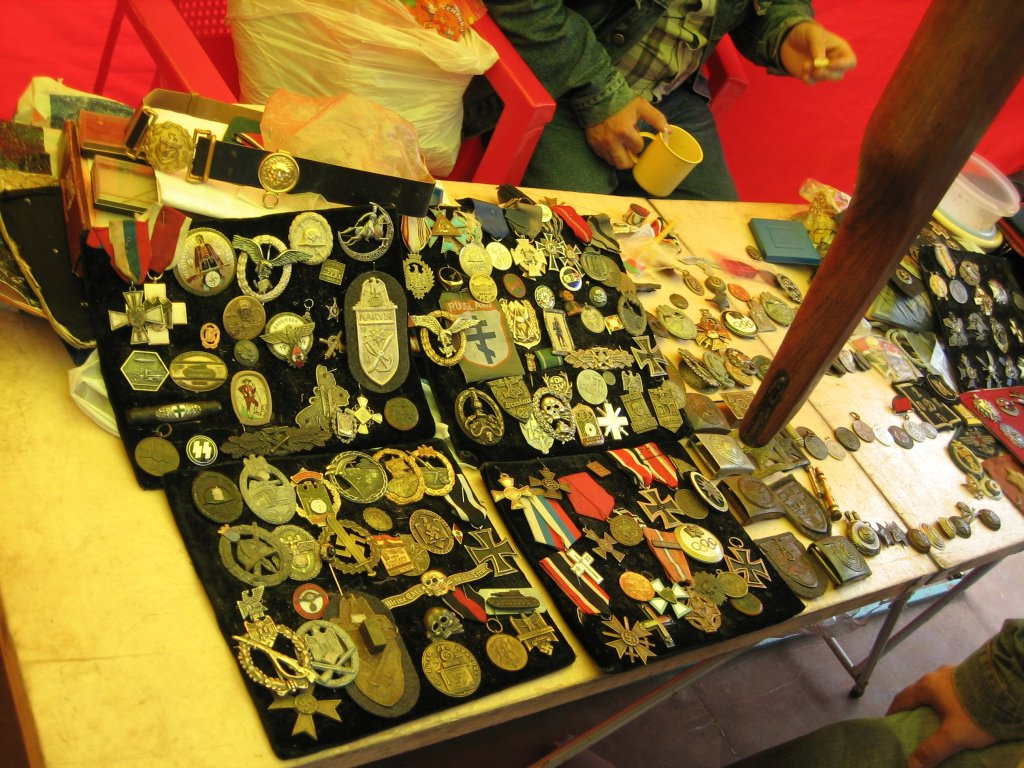
Décorations, médailles et insignes nazis sur un stand commercial dans le parc Izmailovsky à Moscou, Russie, 2006. Alors que les objets originaux de l'époque nazie sont vendus à des prix élevés, il existe une grande quantité de copies et de contrefaçons sur le marché.

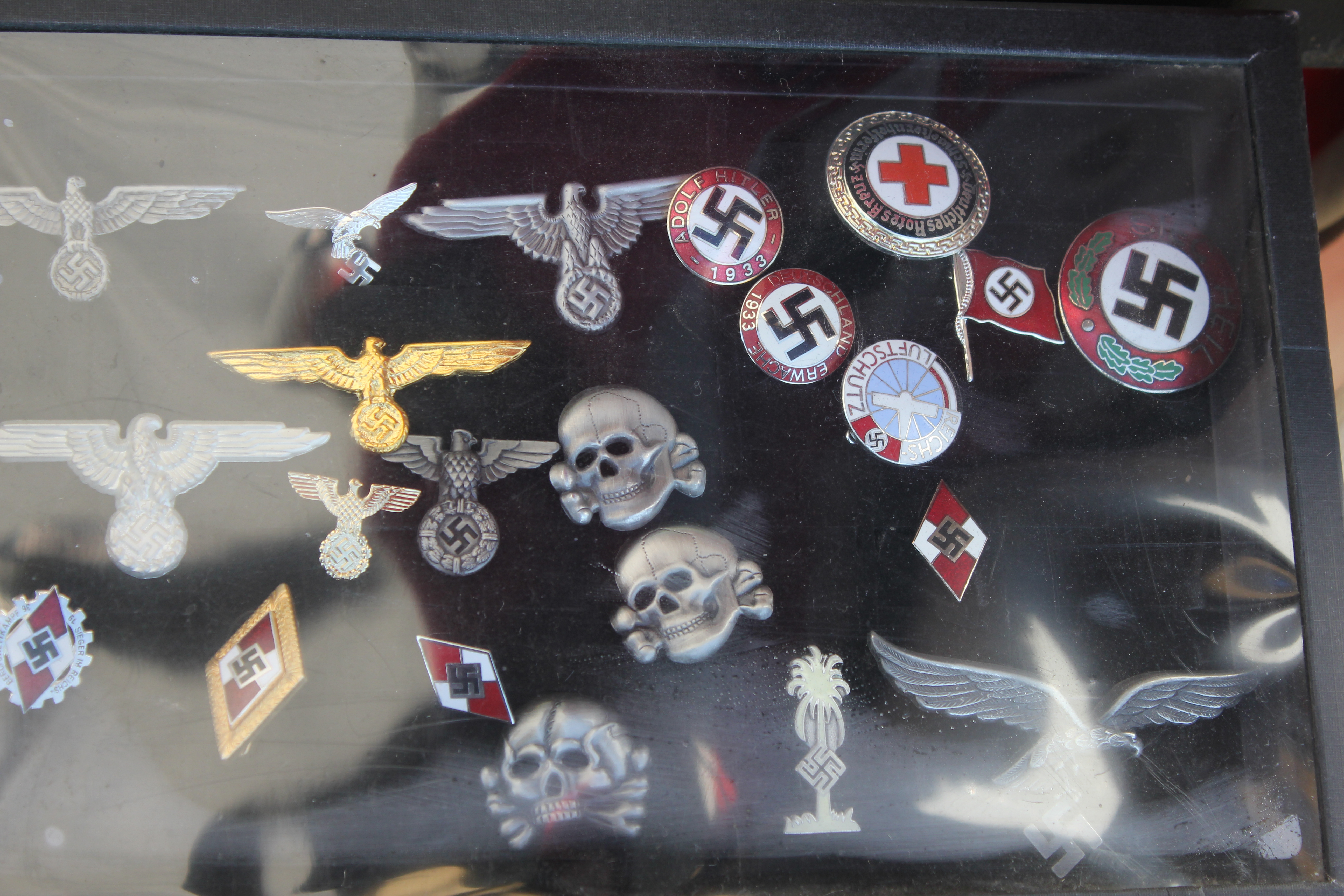
Répliques modernes de divers insignes nazis destinés aux reconstituteurs et aux expositions, en vente à la foire militaria du Victory Show à Cosby, Leicestershire, Royaume-Uni, 2015 : insignes de casquette à aigle et croix gammée de la Wehrmacht, emblèmes SS à tête de mort (Totenkopf), épingles d'adhésion au parti nazi, etc...

La vente d'objets à connotation nazie se trouve formellement proscrite dans certains territoires d’Europe. En France, le site internet Yahoo! fut poursuivi, dans l’affaire LICRA c. Yahoo! (2000), par l'Union des étudiants juifs de France et la Ligue internationale contre le racisme et l'antisémitisme (LICRA), pour avoir permis la commercialisation de tels souvenirs à travers ses enchères en ligne, ce qui était interprété comme une forme de justification des crimes de guerre et des crimes contre l'humanité. La réponse de Yahoo! consista alors à interdire la vente de tout objet à caractère nazi sur son site. Toutefois, un tribunal parisien, en 2003, rendit une décision en faveur de Yahoo!, estimant que la responsabilité de la plateforme dans cette affaire était inexistante.
Craignant la survenance d’un litige analogue, le site d'enchères EBay, en 2003, adopta de nouvelles directives relatives à la vente de souvenirs du régime nazi. Ces nouvelles politiques, en vigueur depuis lors, proscrivent expressément la mise en vente d'objets liés à la propagande nazie, ainsi que de tout article comportant une croix gammée et fabriqué après l'année 1933. De même, les reproductions d'objets nazis, tels que les uniformes ou tout autre produit en lien direct avec l’idéologie nazie, sont rigoureusement interdites. Néanmoins, les objets de collection d’époque, tels que les monnaies, les timbres ou les imprimés anciens, à savoir les livres, brochures et magazines, ne sont pas soumis à ces interdictions.

## Exemples

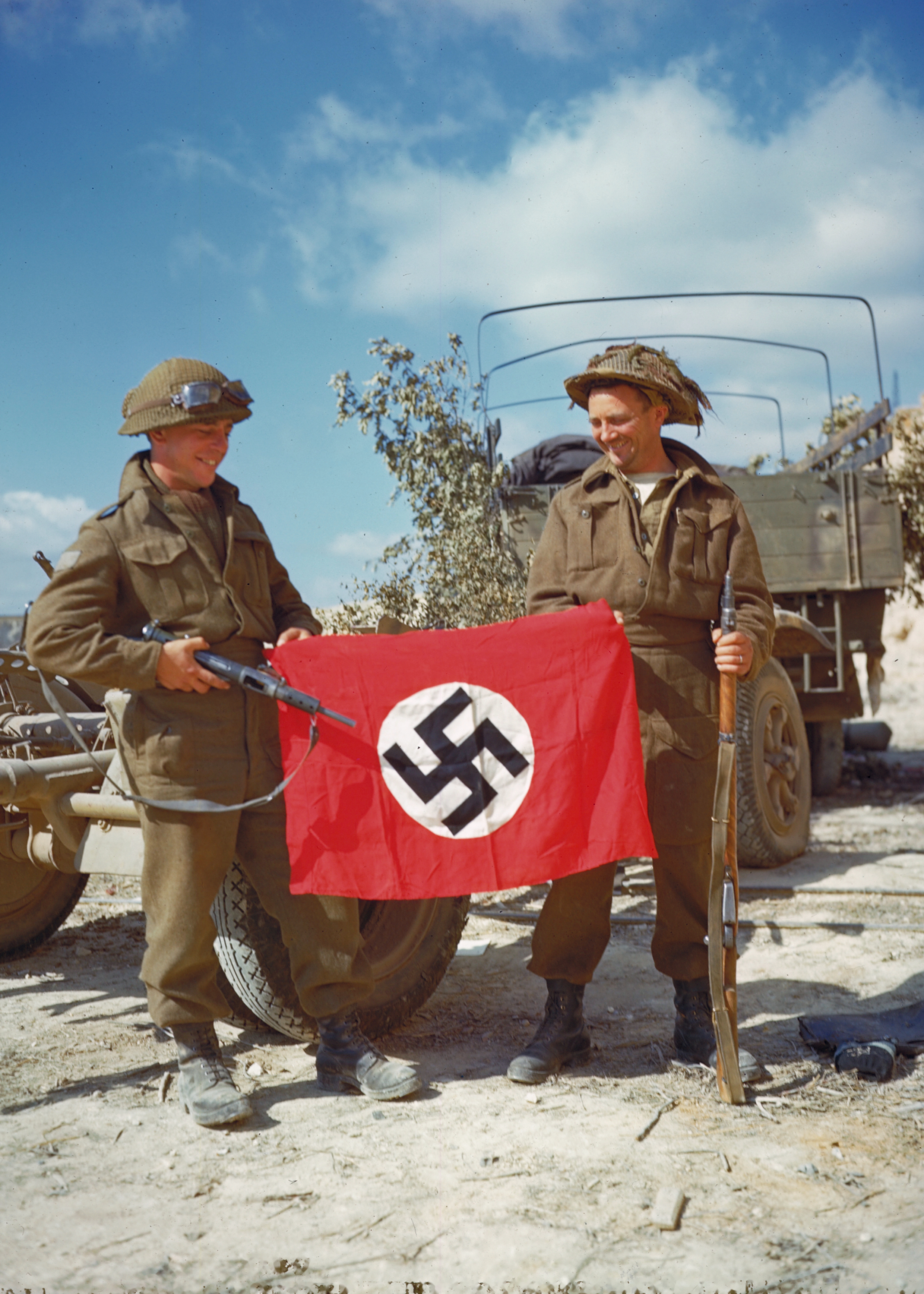
Des soldats canadiens lors de l'opération Overlord montrant un drapeau nazi capturé comme trophée de guerre à l'extérieur de Hautmesnil, en France, en août 1944.
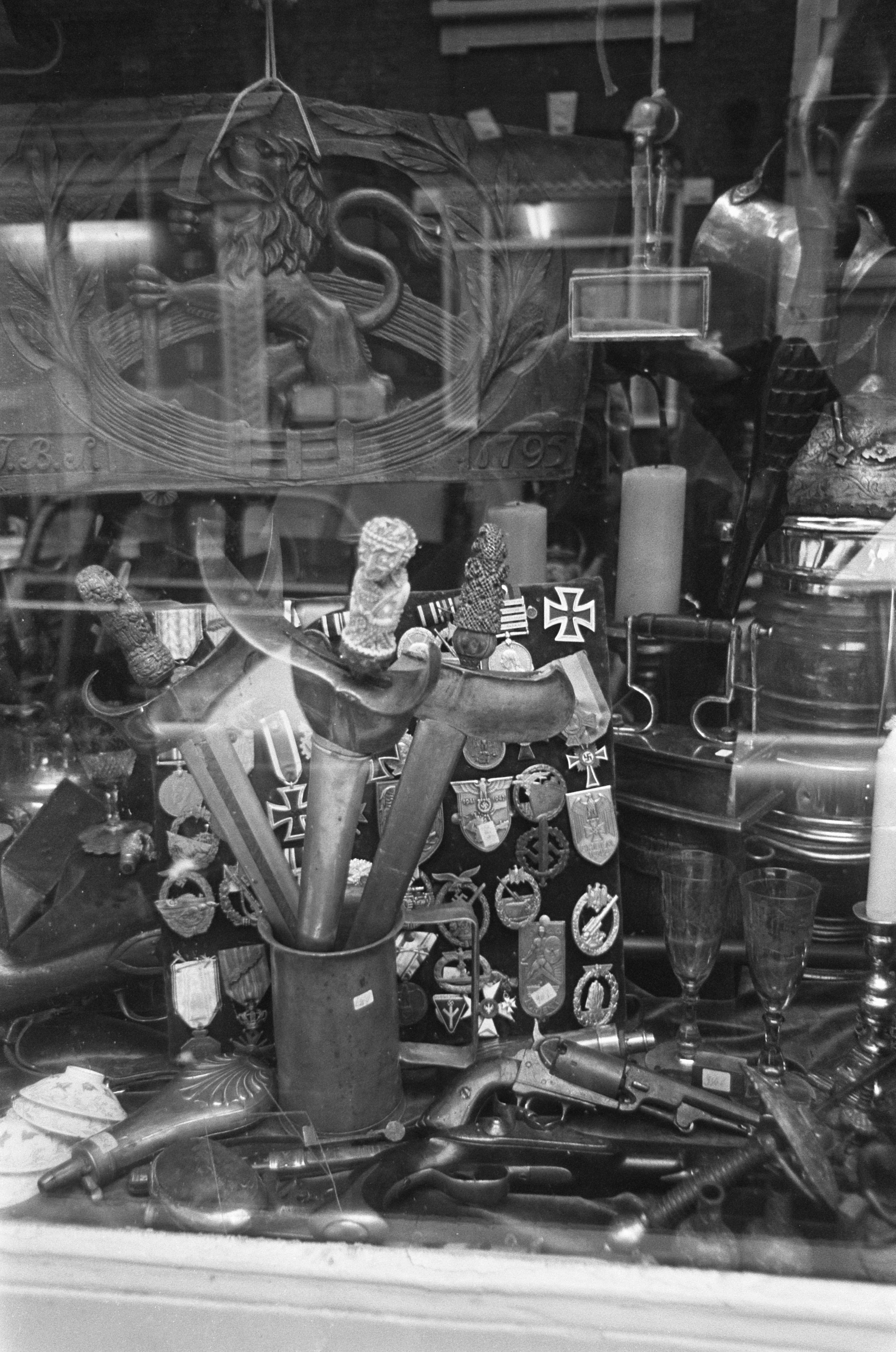
Récompenses nazies, etc. dans un magasin d'antiquités et de militaria aux Pays-Bas en 1966
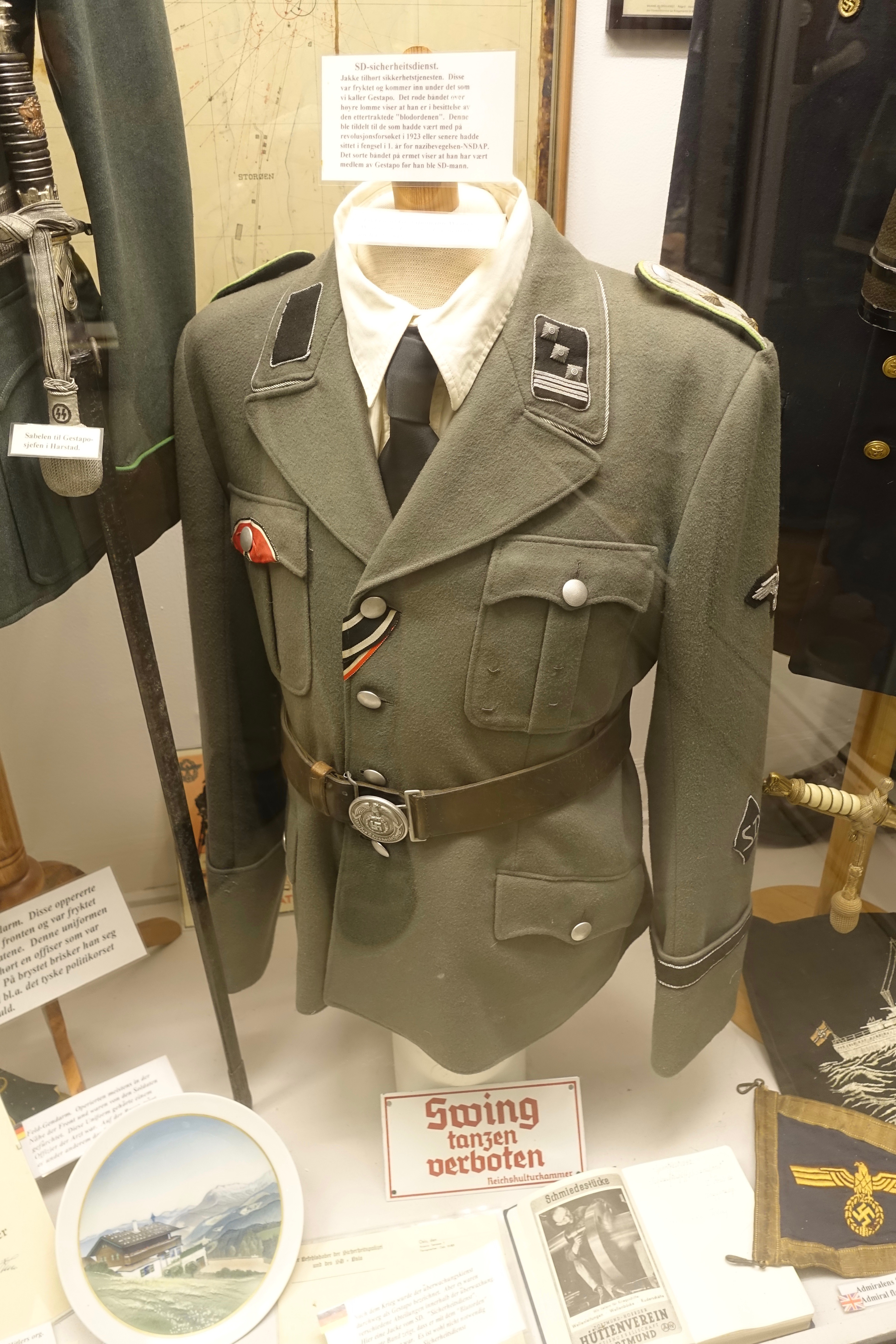
Objets de l'époque nazie au Lofoten Krigsminnemuseum, Norvège : un véritable uniforme SS utilisé dans la Norvège occupée par les Allemands pendant la Seconde Guerre mondiale et un (probablement) faux panneau « Swingtanzen verboten »[4].
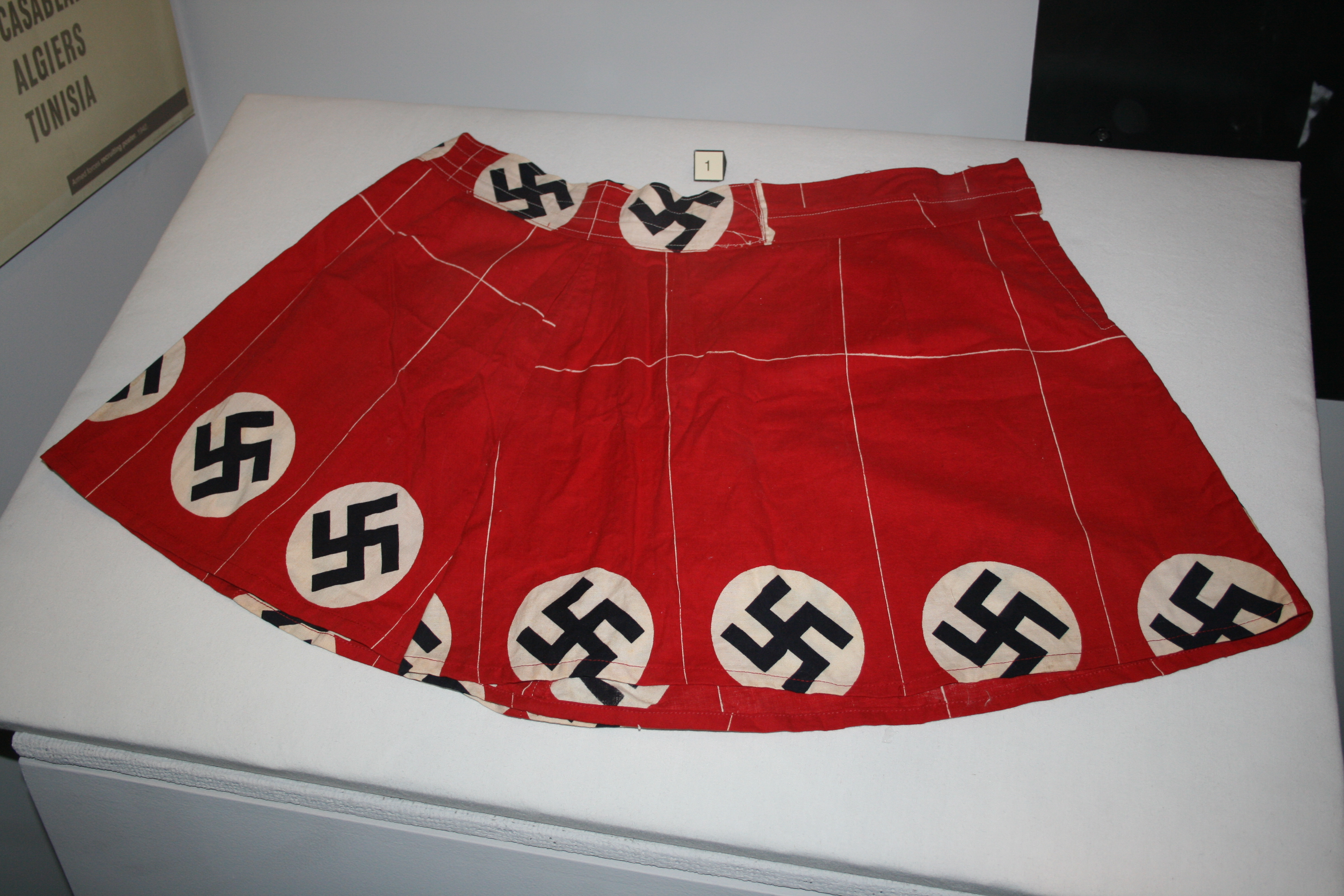
Tissu destiné à la fabrication de brassards à croix gammée, rapporté comme souvenir personnel de la Seconde Guerre mondiale par un soldat américain, et transformé en maillot de bain en 1950 en signe d'irrespect. Exposition présentée au Musée d'histoire de Caroline du Nord.
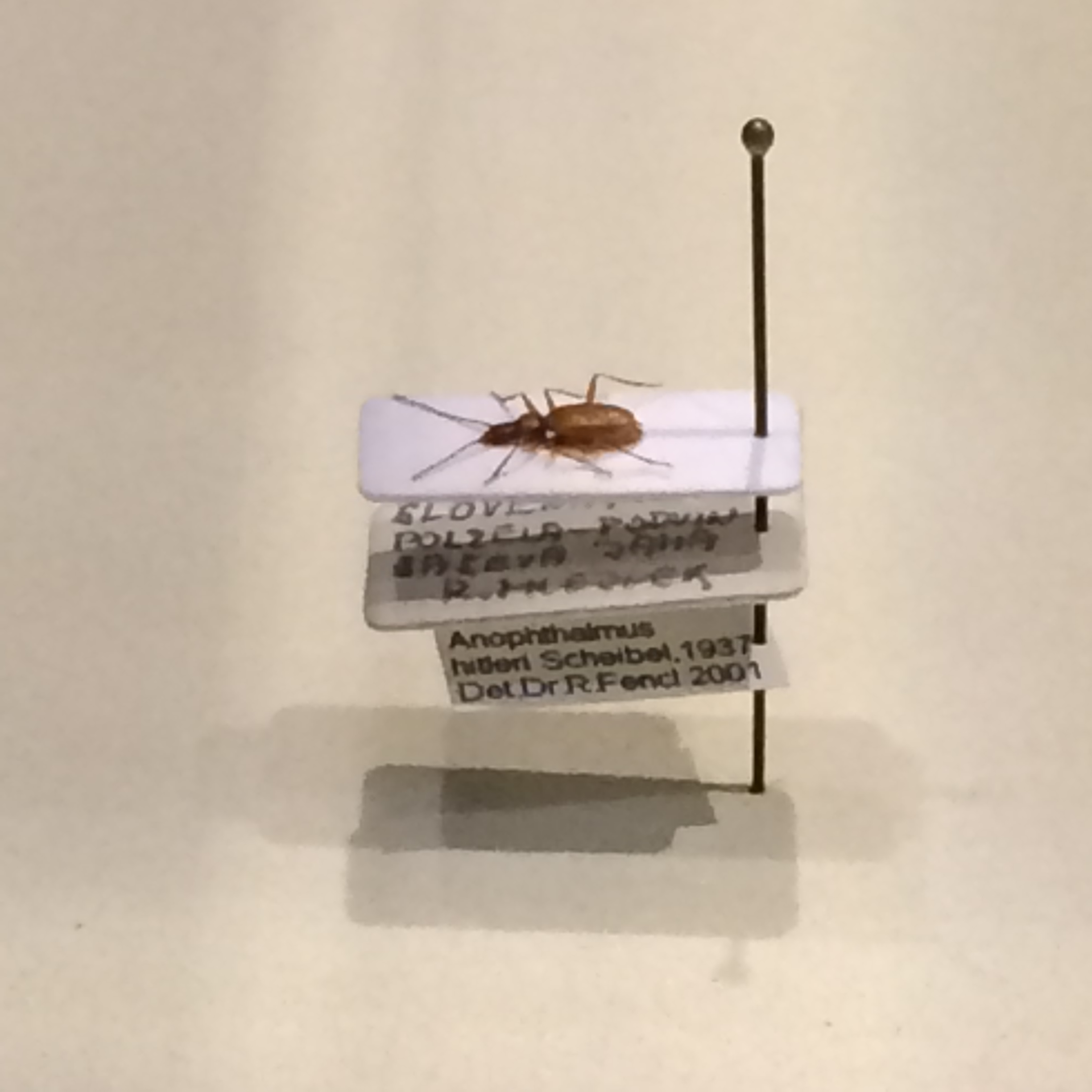
Le scarabée hitlérien sans yeux (Anophthalmus hitleri), nommé d'après Hitler en 1933, intéresse les collectionneurs uniquement en raison de son nom et est donc en danger d'extinction.
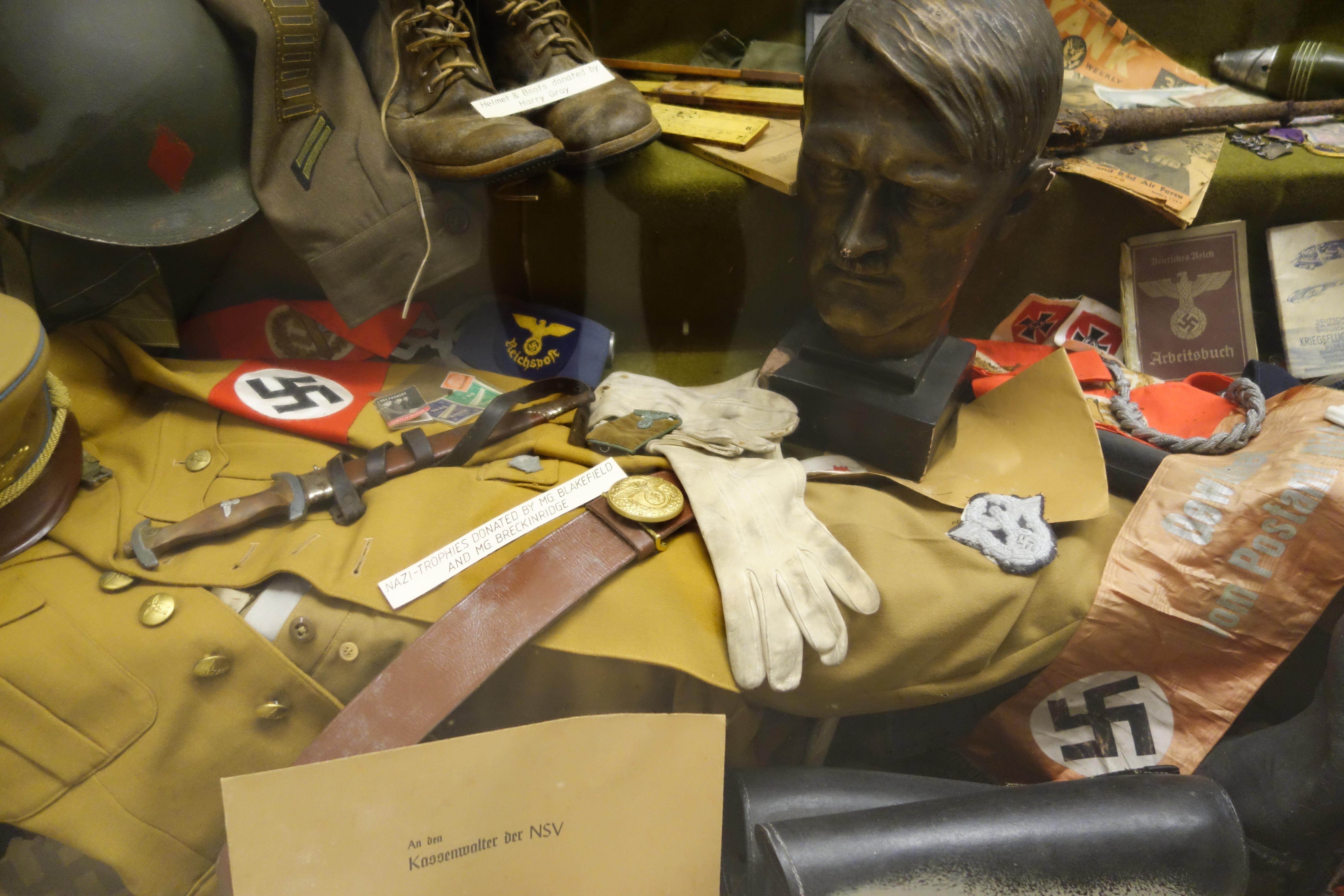
Objets de propagande et d'attirail nazis exposés au Musée national d'histoire militaire du Luxembourg : uniforme de « dirigeant politique » du parti nazi, brassard à croix gammée nazie, insigne de la Reichspost, buste d'Adolf Hitler, insigne de manche de l' Ordnungspolizei, Deutsches Reich Arbeitsbuch, poignard de la SA, etc.
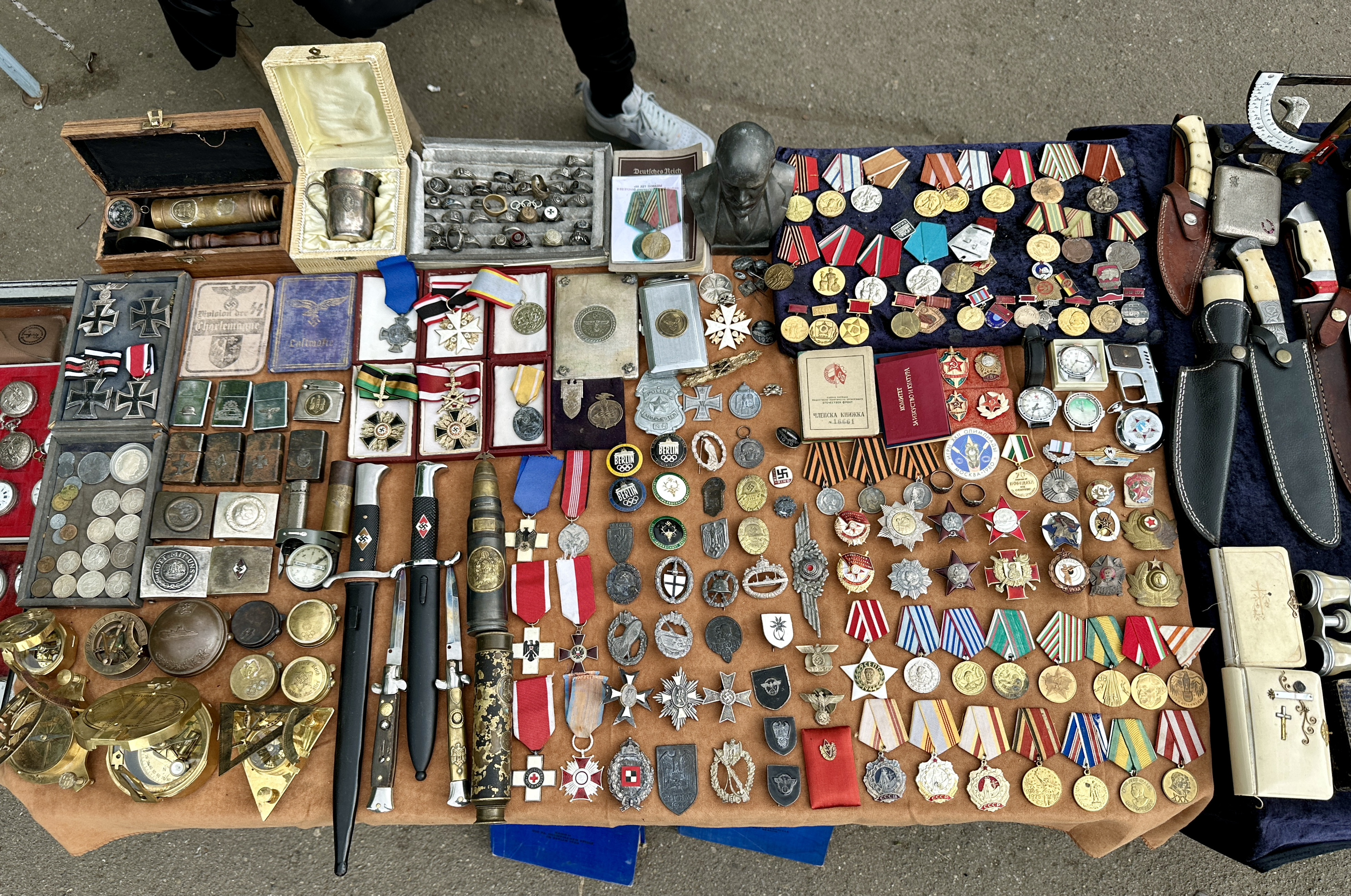
Répliques et faux prix nazis et communistes et autres objets de collection vintage à vendre sur un marché de rue dans le centre de Sofia, en Bulgarie, en 2024.